# Helmut Himpel

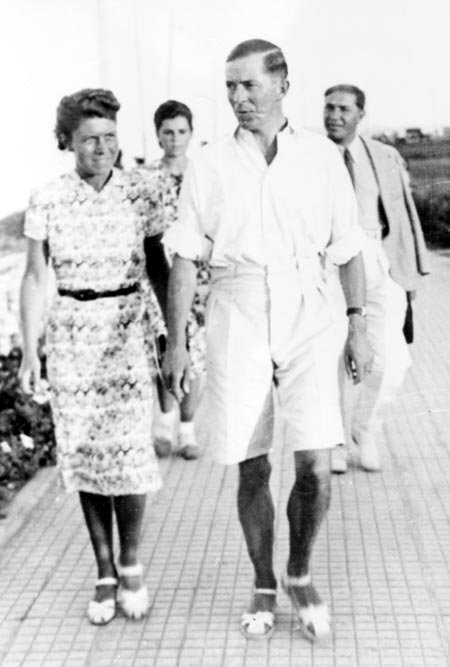
Maria Terwiel und Helmut Himpel am Schwarzen Meer, 1938

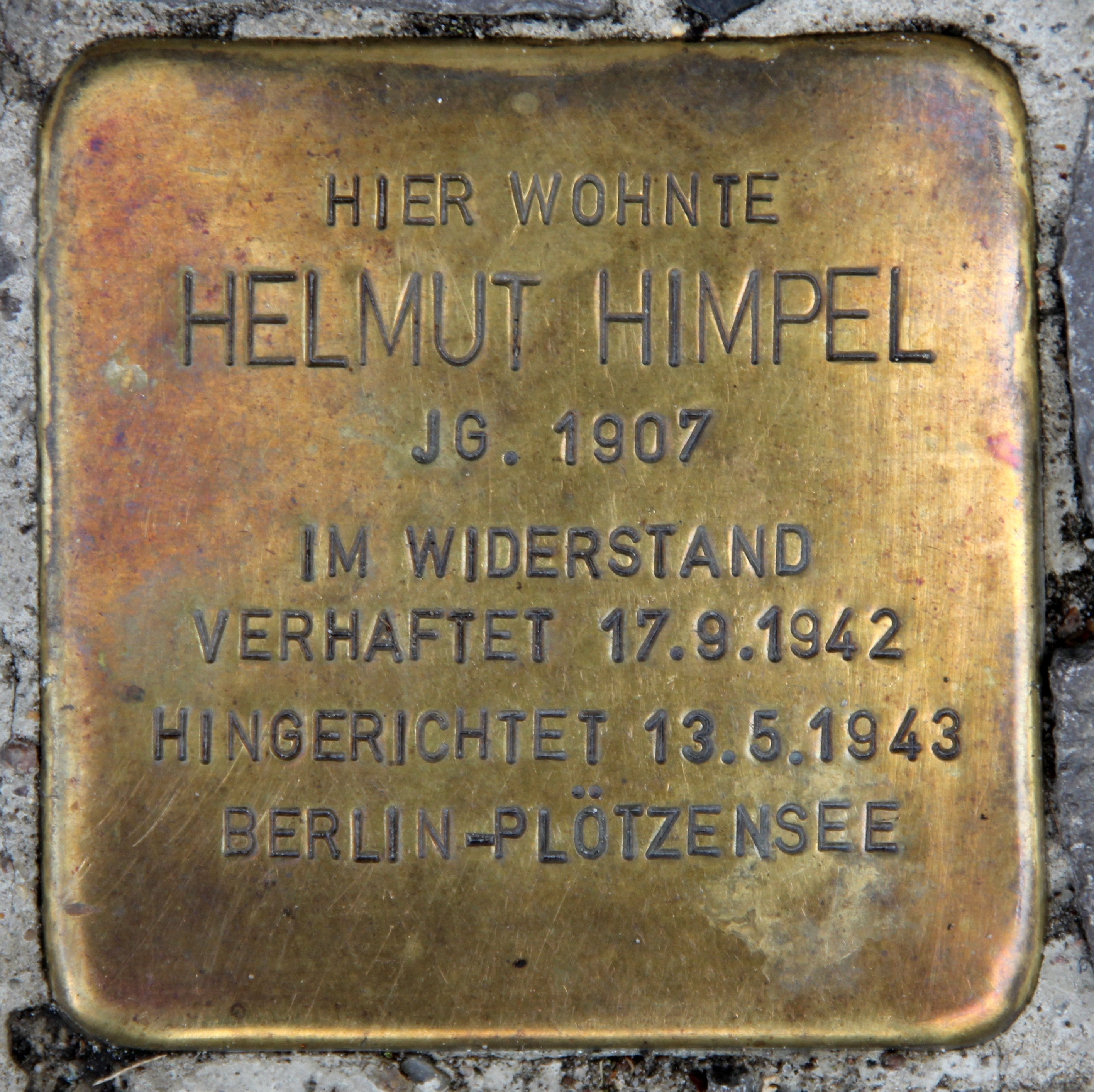
Stolperstein, Lietzenburger Straße 72, in Berlin-Charlottenburg

Helmut Georg Ludwig Himpel (* 14. September 1907 in Schönau im Schwarzwald; † 13. Mai 1943 in Berlin-Plötzensee) war ein Zahnarzt und Widerstandskämpfer im Dritten Reich. Er gehörte zum Kreis der Roten Kapelle.

## Leben
Helmut Himpel studierte an der Universität Karlsruhe Elektrotechnik und wurde 1926 Mitglied der dortigen Burschenschaft Germania (heute Teutonia). Danach studierte er Zahnheilkunde in Freiburg und in München. Während des Studiums lernte Himpel seine spätere Verlobte Maria Terwiel kennen. Sie durften allerdings nicht heiraten, da sie „Halbjüdin“ war. Nach Himpels Promotion zogen beide nach Berlin, wo Himpel etwa 1937 eine Zahnarztpraxis eröffnete. Himpel war als Zahnarzt erfolgreich, so gehörten beispielsweise zu seinen Patienten viele Angehörige des Diplomatischen Korps, Schauspieler und Künstler, wie zum Beispiel Heinz Rühmann.
Während des Dritten Reiches behandelte Himpel heimlich und kostenlos jüdische Patienten. Er behandelte auch weit entfernt wohnende jüdische Patienten, die seine Arztpraxis nicht besuchen konnten, in ihrer Wohnung. Er nahm zudem Einfluss auf die Untersuchungen zur Wehrtauglichkeit, um Wehrpflichtige von einem Fronteinsatz zu verschonen.
Über den Journalisten John Graudenz kamen Himpel und seine Verlobte in Kontakt zur Gruppe von Harro Schulze-Boysen, die als Rote Kapelle bezeichnet wurde. Beide nahmen an vielen Aktionen der Gruppe teil, insbesondere an der Verbreitung von Schriften und Flugzetteln. So trugen sie zum Beispiel zur Verbreitung der Galen-Predigt bei, die die als Euthanasie getarnten Krankenmorde ankreidete. Diese Predigt führte dazu, dass Hitler die Aktion T4 und andere Morde an psychisch Kranken stoppte.
Maria Terwiel und Helmut Himpel waren maßgeblich an der Verbreitung der Flugschrift Die Sorge um Deutschlands Zukunft geht durch das Volk beteiligt, die eine Vielzahl von Persönlichkeiten und sämtliche Auslandskorrespondenten erreichte. Erst nach der Verhaftung von Mitgliedern der Roten Kapelle wurde aufgedeckt, dass Himpel und Terwiel an der Verbreitung der Schrift beteiligt waren.
Himpel und seine Verlobte wurden von der Gestapo verhaftet und nach der Untersuchungshaft im Gefängnis Berlin-Spandau hingerichtet, wie viele andere Mitglieder der Roten Kapelle.

## Ehrungen
Am 13. März 2012 wurden vor dem ehemaligen Wohnhaus, in Berlin-Charlottenburg, Lietzenburger Straße 72, Stolpersteine für Helmut Himpel und Maria Terwiel verlegt.